# Балтиморский бунт (1968)
Балтиморский бунт 1968 года (англ. Baltimore riot of 1968) —  гражданские беспорядки, которые длились с 6 по 14 апреля 1968 года в Балтиморе, штат Мэриленд.
Началом волнений стало убийство Мартина  Лютера Кинга 4 апреля в городе Мемфис, штат Теннесси, после которого беспорядки охватили множество американских городов. Иногда эти восстания называют Восстанием Страстной недели.
Губернатор Мэриленда Спиро Агню сначала пытался справиться с волнением с помощью полиции и Национальной гвардии штата, но когда это не удалось, запросил помощь федеральных сил.

## Фон
После Второй мировой войны демография Балтимора сильно изменилась. Хотя численность населения города оставалась постоянной, выросло количество афроамериканцев, а количество других групп уменьшилось. При этом среди афроамериканцев была больше распространена бедность, неудовлетворительное жилье, и они сильнее пострадали от производственного спада, их сильнее коснулась безработица. В некоторых  районах она могла достигать 30%. Те же, у кого была работа, получали более низкую зарплату и часто работали в небезопасных условиях.

## Беспорядки
В отличие от многих других городов, в которых беспорядки вспыхнули в ту же ночь после известий об убийстве Мартина Лютера Кинга, в Балтиморе в первые дни было спокойно. Волнения начались 6 апреля, когда после спокойной поминальной службы, в 5 часов вечера в полицию начали поступать сообщения о толпе на Гей-стрит. Позднее там начались грабежи и поджоги, в результате вся полиция была поднята на дежурство. Сначала губернатор Спиро Агню объявил чрезвычайное положение, но в 21.15 заявил о взятии ситуации под контроль.
Между тем, беспорядки продолжились. Появились первые жертвы. Уже через час, в 10 часов, Агню ввел в город Национальную гвардию, объявив комендантский час. Но это не привело к уменьшению волнений.
7 апреля, в воскресенье, губернатор обратился за помощью к президенту Линдону Джонсону. Вечером в город прибыл 18 воздушно-десантный корпус. Но в течение последующих дней в Балтиморе продолжались поджоги и грабежи.

## Итоги
В общей сложности, более 1000 зданий были разграблены, либо повреждены огнем. Шесть человек погибли, 5500 арестовано (в основном за нарушение комендантского часа), 700 получили ранения.
11 апреля, когда волнения подошли к концу, губернатор Агню собрал 80 лидеров афроамериканцев, объявив их виновниками в недостаточном противодействии радикалам, что привлекло к нему внимание консерваторов.